# Ньюмба-я-Мунгу (водохранилище)
Ньюмба-я-Мунгу — водохранилище в Африке. Находится на севере Танзании в областях Аруша и Килиманджаро. Водохранилище образовалось в 1965 году после окончания строительства дамбы гидроэлектростанции на реке Пангани, ниже слияния рек Руву (так называется Пангани в верхнем течении) и Кикилетва. Площадь поверхности — 220 км². Высота над уровнем моря — 670 м.

## Физико-географические характеристики
Река Кикилетва стекает со склонов вулкана Меру, а река Руву вытекает из озера Джипе на границе с Кенией. По пути реки вбирают воду из потоков с гор Меру, Килиманджаро и Паре. Северное побережье водохранилища представляет сбой обширное болото, площадь которого в сезон дождей составляет около 40 км².
Природные ландшафты вокруг озера очень разнообразны. Леса занимают 19 %, луга — 27 %, кустарниковая растительность преобладает на 12 % территории, болотистая местность — 24 %. Искусственный ландшафт присутствует на 16 % территории вокруг озера.

## Флора и фауна
Вокруг озера растут деревья Commiphora Acacia, которые спускаются до самой воды. Благодаря человеческой жизнедеятельности на побережье растёт невысокая трава. На болоте в северной части растёт акация желтокорая (Acacia xanthophloea), на которой гнездятся цапли.
Водохранилище является большим источником свежей воды в засушливом регионе, что привлекает к нему множество птиц. На берегах озера обитают каспийский зуёк (Charadrius asiaticus), береговушка (Riparia riparia), краснозобый конёк (Anthus cervinus), жёлтая трясогузка (Motacilla flava), зуёк-пастух (Charadrius pecuarius) и шпорцевый чибис (Vanellus spinosus). В юго-западной части озера обитает самая большая в восточной Африке колония серой цапли (Ardea cinerea).
Сухие леса в южной части привлекают ряд птиц, для которых регион является одним из самых южных ареалов, среди них Batis perkeo, малый пухопёрый сорокопут (Dryoscopus pringlii), белоголовая птица-мышь (Colius leucocephalus) и златогрудый спрео (Cosmopsarus regius). Южнее водохранилища на реке Пангани обитает значительная колония африканских лапчатоногов (Podica senegalensis) и окаймлённых змееядов (Circaetus cinerascens).

## Деятельность человека
Водохранилище является очень важным объектом для рыболовства. На берегу озера в нескольких сотнях метров от воды устроены долговременные рыбацкие поселения, при этом компания TANESCO, управляющая ГЭС Ньюмба-я-Мунгу, останавливает бесконтрольное увеличение деревень и вылов рыбы.
Вместе с тем, прибрежные луга очень сильно вытаптываются скотом в засушливые сезоны. Кроме того, осуществляется неконтролируемая вырубка лесов.
Водохранилище поддерживает работу трёх гидроэлектростанций, расположенных ниже по течению, потенциал которых составляет пятую часть электроэнергетического баланса Танзании. Однако проблема уменьшения уровня воды привела к тому, что ГЭС работают на 30 % своих мощностей. Основной причиной уменьшение уровня воды в реке является её нерациональное использование выше по течению. Плодородные почвы около вулканов привлекают большое количество фермеров, которым нужно больше воды для сельскохозяйственной деятельности.